# Großer Abendsegler

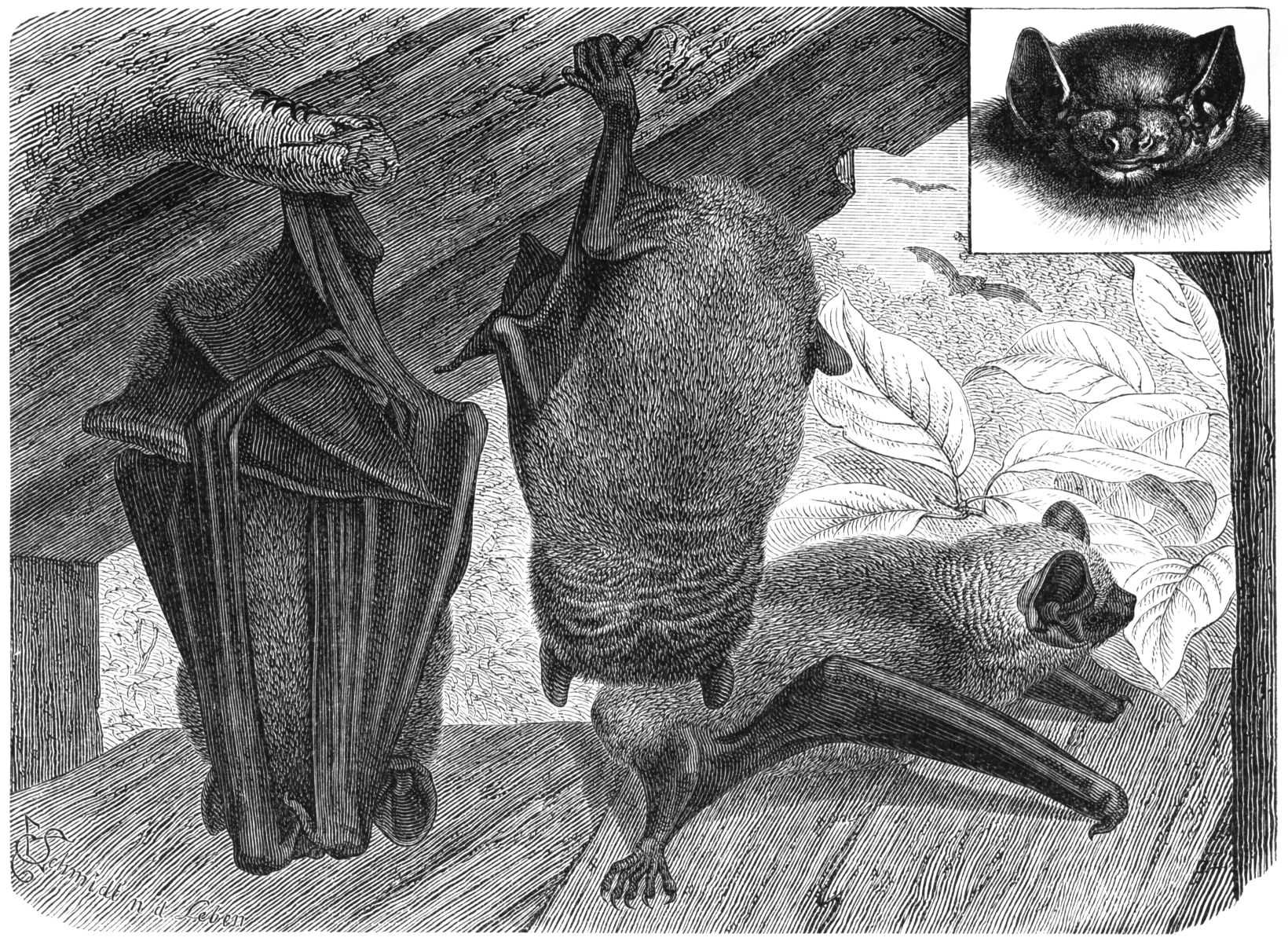
Großer Abendsegler (Nyctalus noctula)

Der Große Abendsegler (Nyctalus noctula) ist eine vorrangig in Wäldern lebende Fledermausart aus der Familie der Glattnasen (Vespertilionidae).

## Aussehen

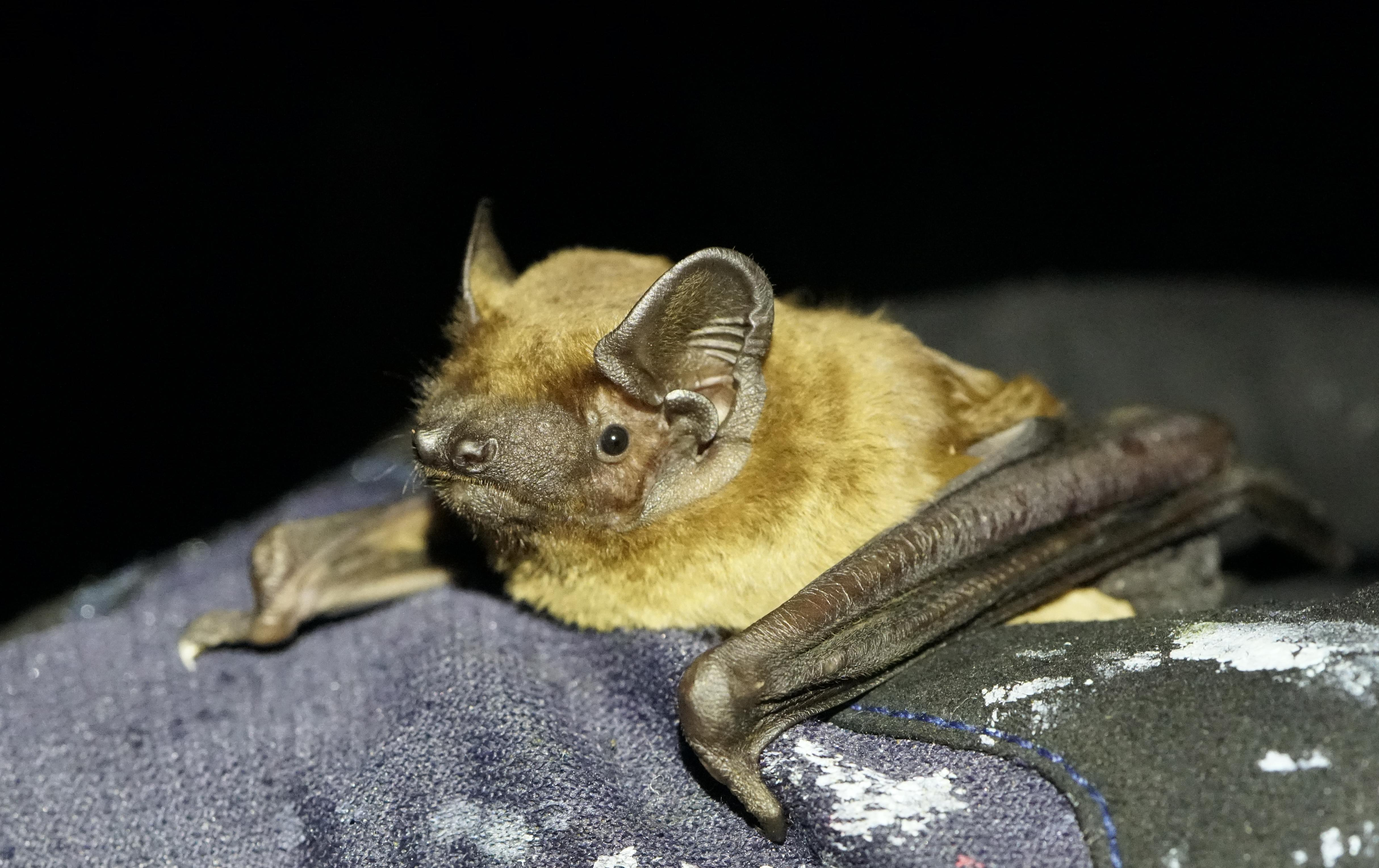
Großer Abendsegler

Das kurze Fell ist eng anliegend und auf dem gesamten Körper einfarbig rostbraun glänzend. Mit maximal 8,2 cm Körperlänge und einer Spannweite von 40 cm liegt er in der Größe zwischen seinen beiden Verwandten auf dem europäischen Kontinent. Sehr auffallend sind die deutlichen Drüsenwülste in den Mundwinkeln, die man bei geöffnetem Mund sieht.

## Vorkommen

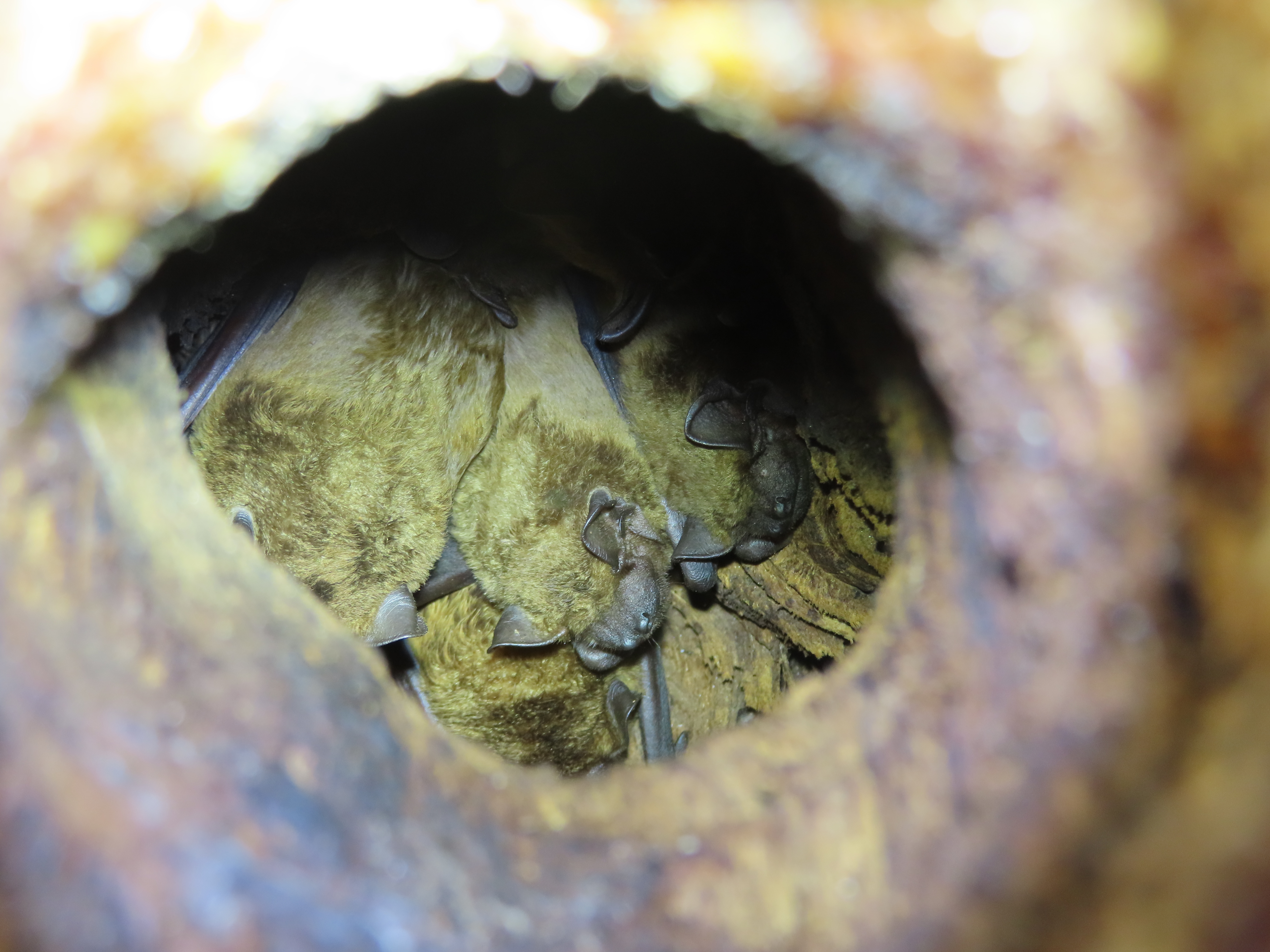
Große Abendsegler in gefräster Baumhöhle

Als typische Baumfledermaus bewohnt er in kleinen Gruppen, manchmal auch in größeren Gruppierungen, alte (Specht-)Höhlen in Bäumen; er nutzt aber auch Gebäude und manchmal Nistkästen als Quartier.
Er ist fast überall in Europa mit Ausnahme des nördlichen Skandinavien, Schottlands und Irlands zu finden. Er lebt außerdem in weiten Teilen Asiens, von Kleinasien bis Japan und Malaysia sowie im nördlichen Afrika.
Abendsegler führen lange Wanderungen zwischen ihren Sommer- und Winterquartieren durch. Die längste gemessene Strecke betrug 1546 km. Sie wurde durch Beringung ermittelt. Als Winterquartiere, in denen manchmal bis zu tausend Tiere angetroffen werden können, bevorzugen sie Baumhöhlen für ihren Winterschlaf. Das größte derzeit bekannte Winterquartier des Großen Abendseglers in Mitteleuropa ist die alte Levensauer Hochbrücke.

## Unterarten
Man unterscheidet vier Unterarten des Großen Abendseglers:
- N. n. noctula: Algerien, von der Iberischen Halbinsel bis Osteuropa, Turkmenistan und Nord-Iran[3]
- N. n. labiata: Pakistan, Nord-Indien und Vietnam[3]
- N. n. lebanoticus: Südwestasien[3]
- N. n. mecklenburzevi: ehemaliges sowjetisches Zentralasien[3]

Die Unterart N. n. plancyi wurde vor einiger Zeit in den Artstatus (Nyctalus plancyi) erhoben.

## Nahrung
Die Tiere gehen kurz vor Dämmerungsanbruch – im Spätherbst auch am Tage – auf Jagd. Die Nahrung besteht hauptsächlich aus Nachtfaltern, Grillen und Käfern. Der Große Abendsegler ist in der Lage, auch große Käfer wie z. B. Maikäfer zu fressen. Er jagt in der Regel als Langstreckenflieger über den Baumwipfeln und fängt seine Beute bei Geschwindigkeiten bis zu 60 km/h.

## Fortpflanzung

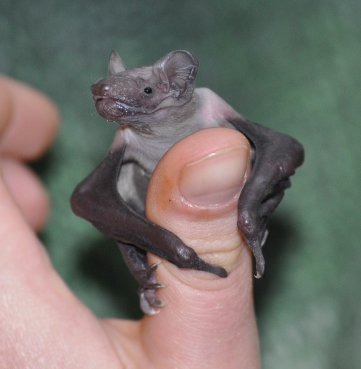
Junger Großer Abendsegler (zeigt Nominatform)

Die Tiere paaren sich zwischen August und Oktober. Ab Juni, frühestens Ende Mai (Russland) bringen die Weibchen ein bis zwei, sehr selten drei Junge (Einzelfall in England) zur Welt. In Deutschland pflanzt sich die Art überwiegend im Osten fort, jedoch sind auch aus Westdeutschland Wochenstuben bekannt. Das bekannte Höchstalter eines Großen Abendseglers beträgt zwölf Jahre.